# WhatsCine
WhatsCine és una empresa espanyola nascuda el 2013 amb la col·laboració de la Universitat Carles III de Madrid perquè les persones sordes i cegues gaudeixin del cinema i la televisió. L'aplicació ofereix autodescrpció, subtitulació adaptada, llengua de signes amb castellà i permet incloure idiomes addicionals i en versió original.
L'empresa va guanyar el premi Letizia 2015. El 2016 van aconseguir 300.000 euros per llançar-se al mercat americà.